# Matador (beroep)

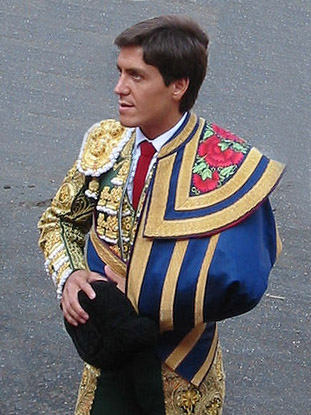
Stierenvechter Antonio Barrera, 2003

De matador (letterlijk: doder) is een torero, en wel de persoon die bij het stierenvechten de stier daadwerkelijk doodt. 

## Onderverdeling
Matadoren worden onderverdeeld in matador de novillos, die slechts gerechtigd is driejarige stieren te doden, en een matador de toros die vierjarige (en oudere) stieren bevecht en doodt. Vrouwelijke matadors heten matadora. Tijdens de corrida draagt een matador een met goud versierd pak, in tegenstelling tot zijn assistenten (de banderilleros) die slechts zilveren versieringen mogen dragen.

## Bekende matadoren
- Enrique Ponce - Valencia
- César Jiménez - Madrid
- Julián El Juli López - Madrid
- José Antonio Morante de la Puebla - Sevilla